# Anna Sforza
Anna Sforza, född 19 juli 1476 i Milano, död 30 november 1497 i Ferrara, var en kronprinsessa av Ferrara genom sitt giftermål med den framtida hertig Alfonso I av Este. 
Hon var dotter till hertig Galeazzo Maria Sforza av Milano och Bona av Savojen. Hon förlovades vid ett års ålder och gifte sig 1491 med Alfonso I av Este. 
Äktenskapet var inte lyckligt. Anna Sforza ska ha föredragit kvinnor framför män, vägrade länge fullborda äktenskapet sexuellt, gick klädd som en man och tillbringade nätterna med en afrikansk slav.
Anna avled i barnsäng efter att ha fött en son, som kan ha dött strax efter födelsen; andra källor säger att han avled vid sjutton års ålder. Hon begravdes i klostret San Vito, vars beskyddare hon hade varit. Hennes make kunde inte närvara vid begravningen eftersom hans ansikte just då var påverkat av syfilisen.